# William Wynn Westcott
William Wynn Westcott (Landsdown Crescent, Leamington, 17 de dezembro de 1848 - Durban, 30 de julho de 1925). Seus pais morreram quando ele tinha quase dez anos, ocasião em que foi adotado por seu tio, um cirurgião idoso e solteiro cujos passos profissionais Westcott seguiu. Estudou em Grammar School, Kingston-on-Thames; graduou-se Bacharel de Medicina na Universidade de Londres e era diplomado pela Lic. Soc. Apothecaries.
Casou-se com Elizabeth Brunett, e passou a estudar ciências ocultas. Mudou-se para Londres com sua esposa, provavelmente para fugir da influência de sua família, onde estudou Teosofia, cabala e hermetismo. Tornou-se rosacruz, filiando-se a Societas Rosicruciana in Anglia (S.R.I.A.), para porteriormente tornar-se o seu Mago Supremo. Fundou a Ordem Hermética do Amanhecer Dourado, uma das sociedades ocultistas mais influentes do final do século XIX.